# Matorral i Chile
Matorral i Chile er en del af økoregionen mediterrane skove, skovområder og krat og findes i det centrale Chile mellem Stillehavet mod vest, Andesbjergene mod øst, Atacamaørkenen mod nord og de tempererede regnskove i Valdivia mod syd. Klimaet er tempereret med regnfulde vintre og tørre somre.
Området indeholder makier, stepper og skove. Der er trusler mod især skovene i området på grund af manglende pleje samt ukontrolleret opførelse af turistfaciliteter, både i bjergområder og ved kysterne.

## Flora
Blandt de planter, man finder i disse skove, kan nævnes sæbebark (Quillaja saponaria), forskellige puyaer (planter i ananas-familien), akacier, peumo (Cryptocarya alba), boldo (Peumo boldus), mayten (Maytenus boaria), fuchsia (Fuchsia) .